# Цукаро (Верчели)
Цукаро је насеље у Италији у округу Верчели, региону Пијемонт.
Према процени из 2011. у насељу је живело 115 становника. Насеље се налази на надморској висини од 616 м.